# Isidor
Isidor, ibland stavat Isidore, Isador eller Isadore, är ett förnamn som kan bäras av både män och kvinnor. Namnet bärs bland annat av sex kristna helgon, varav två saligförklarade. Namnet har sitt ursprung i det grekiska namnet Ἰσίδωρος, vilket är sammansatt av Ἶσις och δώρον med betydelsen "gåva från Isis". Den kvinnliga formen Isadora är härledd ur den feminina formen av grekiska  Isidoros (Ισιδωρος). Till liknande namn, som också innehåller ordet "gåva" hör bland annat det grekiska Teodor ("Guds gåva"), det persiska Mithridates ("gåva från Mithras") och det hebreiska Matanya ("gåva från JHVH").
Isidor är också namnet på Luleå Hockeys maskot som brukar synas på isen under hockeylagets intro samt vid barnens dag som anordnas varje år.
Isidor är också namnet på Sveriges Radios publiceringssystem för digitala kanaler.

## Namnstatistik
Följande antal svenska medborgare bar namnet som förnamn den 31 december 2011, med det antal som dessutom bar namnet som tilltalsnamn angivet inom parentes:
| Stavning | Män        | Kvinnor   |
| -------- | ---------- | --------- |
| Isidor   | 1349 (160) | —         |
| Isidore  | 17 (5)     | 1 (0)     |
| Isador   | 2 (0)      | 3 (1)     |
| Isadore  | 3 (1)      | 2 (1)     |
| Isadora  | —          | 246 (150) |

## Exempel på bärare av namnet

### Som mansnamn
- I.F. "Izzy" Stone, amerikansk undersökande journalist
- Isidor av Sevilla, författare, kyrkolärare och biskop i Sevilla
- Isidor Isaac Rabi, nobelpristagare i fysik
- Isidor von Stapelmohr, borgmästare i Östersund åren 1879-1916
- Isidor Straus, ledamot av USA:s representanthus samt ägare till varuhuskedjan Macy's
- Isidor Behrens, grundare av AIK
- Isidor Torkar, skådespelare

### Som kvinnonamn
- Isadora Duncan, amerikansk dansös och en av den moderna dansens pionjärer